# Shattered Lives
Shattered Lives è un film muto del 1925 diretto da Henry McCarty che ne firmò anche la sceneggiatura basata su un soggetto di Victor Gibson. Di genere drammatico, il film fu prodotto dalla Gotham Productions.

## Trama
Lasciata sola nella loro fattoria dopo che il marito, molti anni prima, era partito in Alaska a caccia di fortuna, Elizabeth Trent - che aveva perduto il proprio figlio - aveva adottato un orfano, Donald. Quando il marito finalmente ritorna, Spencer Foulkes, un avvocato imbroglione, sapendo che il vero figlio dei Trent era sparito anni prima, presenta come il ragazzo perduto un giovane bellimbusto, Red Myers, che ha convinto a sostenere quel ruolo per poter ereditare la fortuna dell'ormai ricco Trent. Il piano di Folkes è, infatti, quello di sbarazzarsi del cercatore d'oro per mettere le mani sui suoi soldi. Trent, però, viene salvato da Donald che si scopre essere lui il vero figlio perduto, essendo stato adottato dalla sua stessa madre.

## Produzione
Il film, girato con il titolo di lavorazione Every Woman's Secret, venne prodotto dalla Gotham Productions.

## Distribuzione
Il copyright del film, richiesto dalla Lumas, fu registrato il 5 giugno 1925 con il numero LP21537.
Distribuito negli Stati Uniti dalla Lumas Film Corporation, il film uscì nelle sale l'8 luglio 1925. Nel Regno Unito uscì il 28 giugno 1926, distribuito dalla Unity Film Company in una versione ridotto in cinque rulli rispetto ai sei della versione originale. In Brasile, il film prese il titolo Corações Despedaçados.

### Conservazione
Copia completa della pellicola (nitrato positivo 35 mm e negativo in acetato 35 mm) si trova conservata negli archivi della Library of Congress di Washington.